# Кокарна (городская администрация Атырау)
Кокарна (каз. Көкарна, до 199? г. — Курилкино) — упразднённый аул в Атырауской области Казахстана. Находился в подчинении городской администрации Атырау. Входил в состав Балыкшинской поселковой администрации. Упразднён в 2018 г. Код КАТО — 231037400.

## Население
В 1999 году население аула составляло 1082 человека (552 мужчины и 530 женщин). По данным переписи 2009 года, в ауле проживали 2534 человека (1274 мужчины и 1260 женщин).